# Franz Eduard Gehe
Franz Eduard Gehe (* 23. Juli 1797 in Oschatz; † 10. Dezember 1875 in Dresden) war ein deutscher Jurist und Kommunalpolitiker, der sich u. a. für die Verbesserung des Volksschulwesens und der Armenschulen in der sächsischen Residenzstadt Dresden einsetzte.

## Leben und Wirken
Der Sohn des Oschatzer Superintendenten Dr. Heinrich Christian Gehe (1752–1807) besuchte von April 1811 bis März 1816 die Fürstenschule St. Afra zu Meißen und studierte von 1816 bis 1819 Rechtswissenschaften an der Universität Leipzig. Im Anschluss bildete er sich durch juristische Expeditionen zum Sachwalter aus und wurde 1821 Advokat und Notar. 1826 erfolgte seine Ernennung zum Finanzprokurator und 1828 zum Gerichtsdirektor in Weißig. 1830 wechselte Gehe als Gerichtsdirektor nach Neukirchen.
Im Jahre 1832 wurde Gehe unbesoldeter Stadtrat in Dresden und 1835 ordentlicher, besoldeter Stadtrat auf Lebenszeit. Gleichzeitig wurde ihm die Verwaltung des städtischen Armenwesens und sämtlicher Schulen der Residenzstadt Dresden übertragen. Nach 34 Dienstjahren legte er seine kommunalen Ämter 1866 nieder und ging mit 69 Jahren in den Ruhestand. 
Seine 1845 in der Arnoldische Buchhandlung in Dresden erschienene Schrift Die Unterrichts- und Erziehungsanstalten Dresdens gewährt noch heute einen tiefen Blick in die städtische Verwaltung der Hauptstadt des Königreichs Sachsen und war für die Reorganisation des Schulwesens in Dresden von wesentlichem Einfluss.

## Familie
Am 4. Juni 1827 hatte Gehe Julie Wilhelmine Röber (1802–1835), Tochter des Professor der Baukunst und Land-Baumeisters Friedrich Gottlob Röber, geheiratet. Gehe starb am 10. Dezember 1875 und wurde drei Tage nach seinem Tod auf dem Inneren Neustädter Friedhof in Dresden beigesetzt.
Franz Ludwig Gehe war der Sohn von Gehes älterem Bruder Hermann Friedrich August Gehe (1782–1814).